# フィリアーノ
フィリアーノ（イタリア語: Filiano）は、イタリア共和国バジリカータ州ポテンツァ県にある、人口約2,900人の基礎自治体（コムーネ）。

## 地理

### 位置・広がり

#### 隣接コムーネ
隣接するコムーネは以下の通り。
- アテッラ
- アヴィリアーノ
- フォレンツァ
- リパカンディダ
- サン・フェーレ

## 行政

### 分離集落
フィリアーノには、以下の分離集落（フラツィオーネ）がある。
- Dragonetti, Forenza Scalo, Scalera, Sterpito di Sopra, Sterpito di Sotto, Inforchia, Luponio, Don Ciccio